# Członkowie Polskiej Organizacji Wojskowej odznaczeni Krzyżem Walecznych

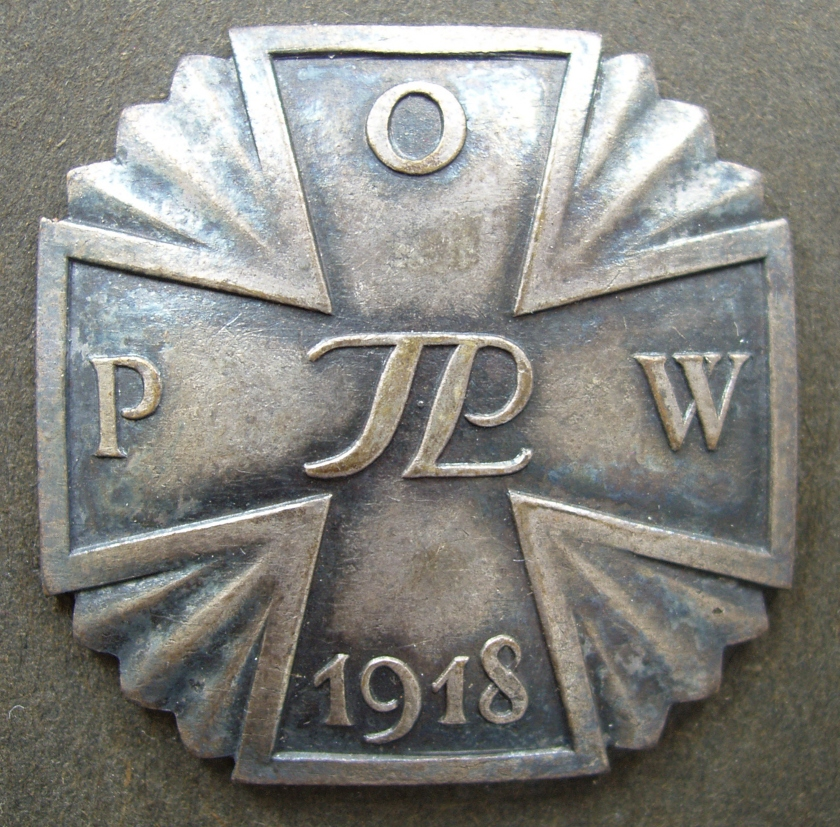
Krzyż POW

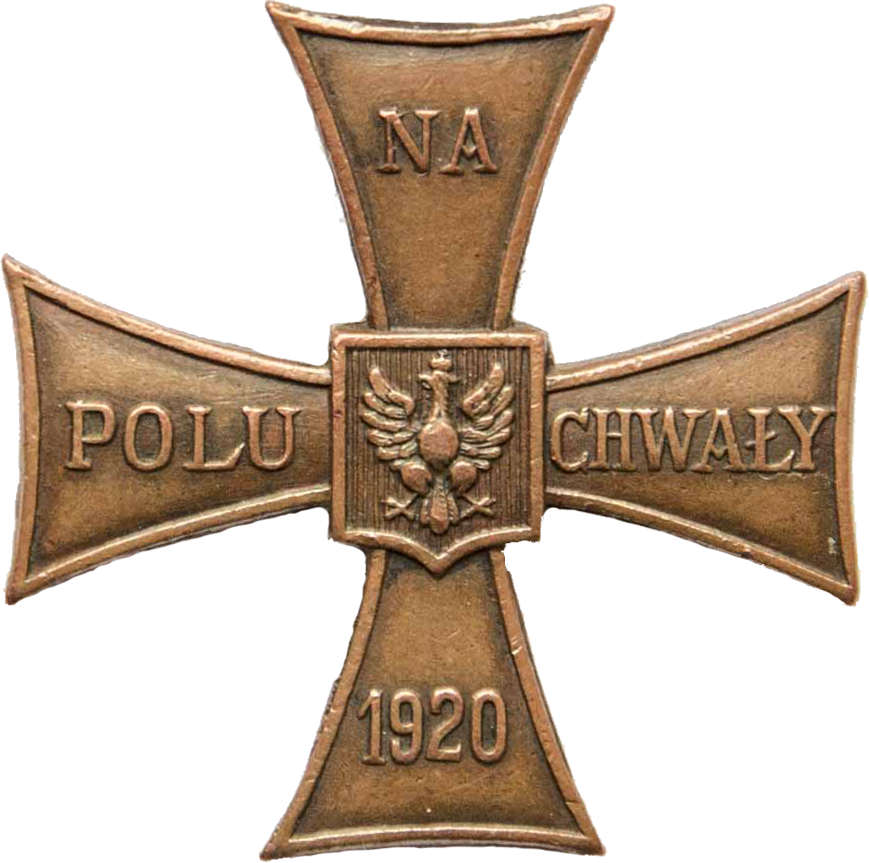
Krzyż Walecznych

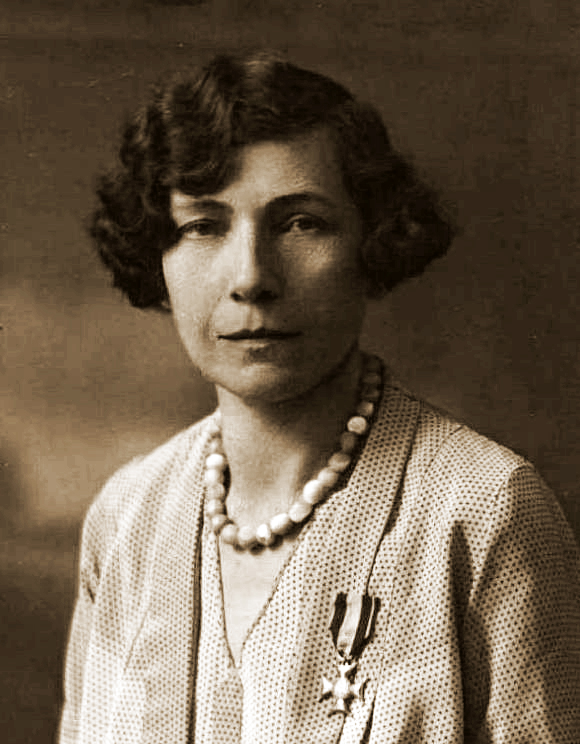
Jadwiga Barthel de Weydenthal

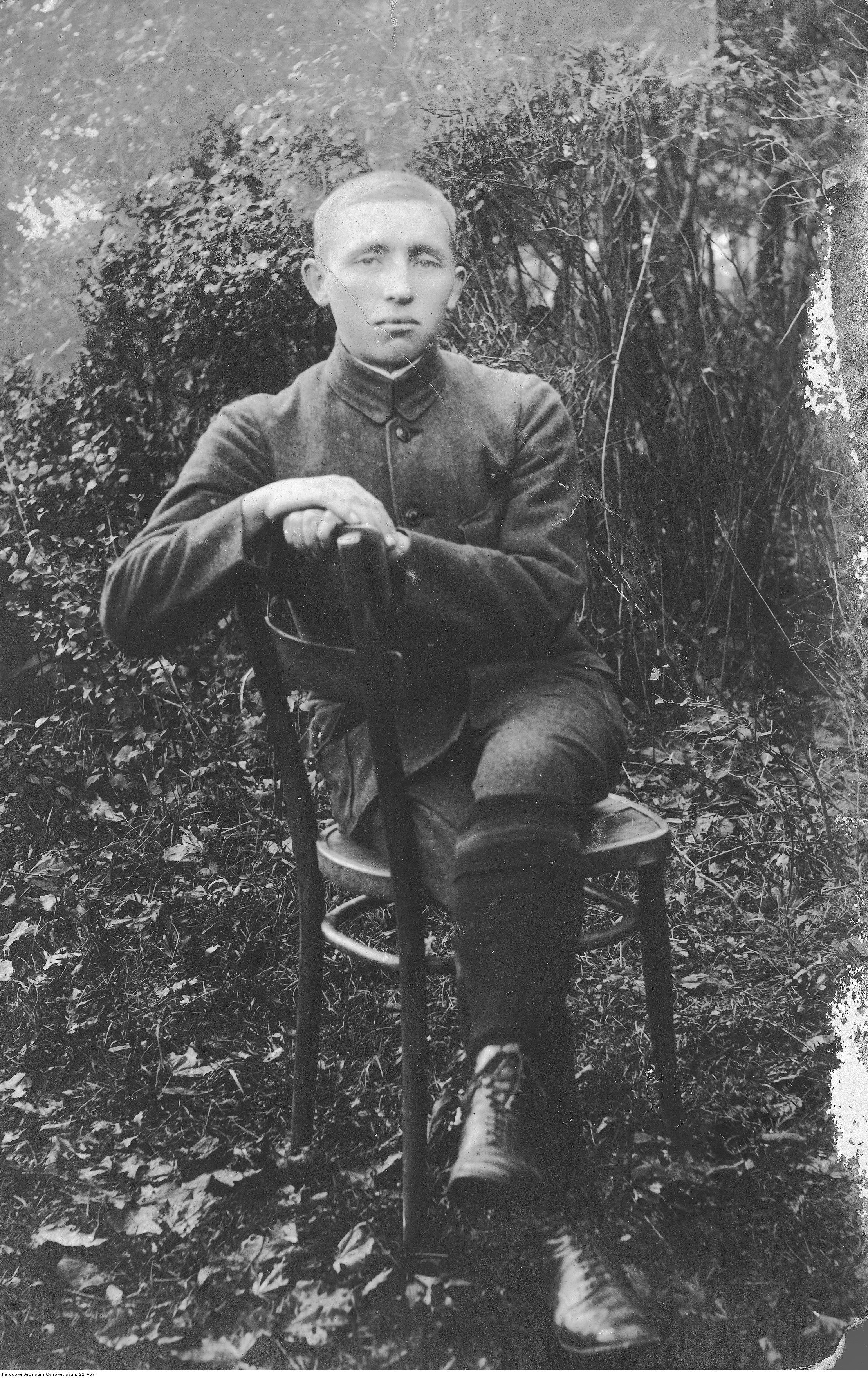
Nieznany członek POW

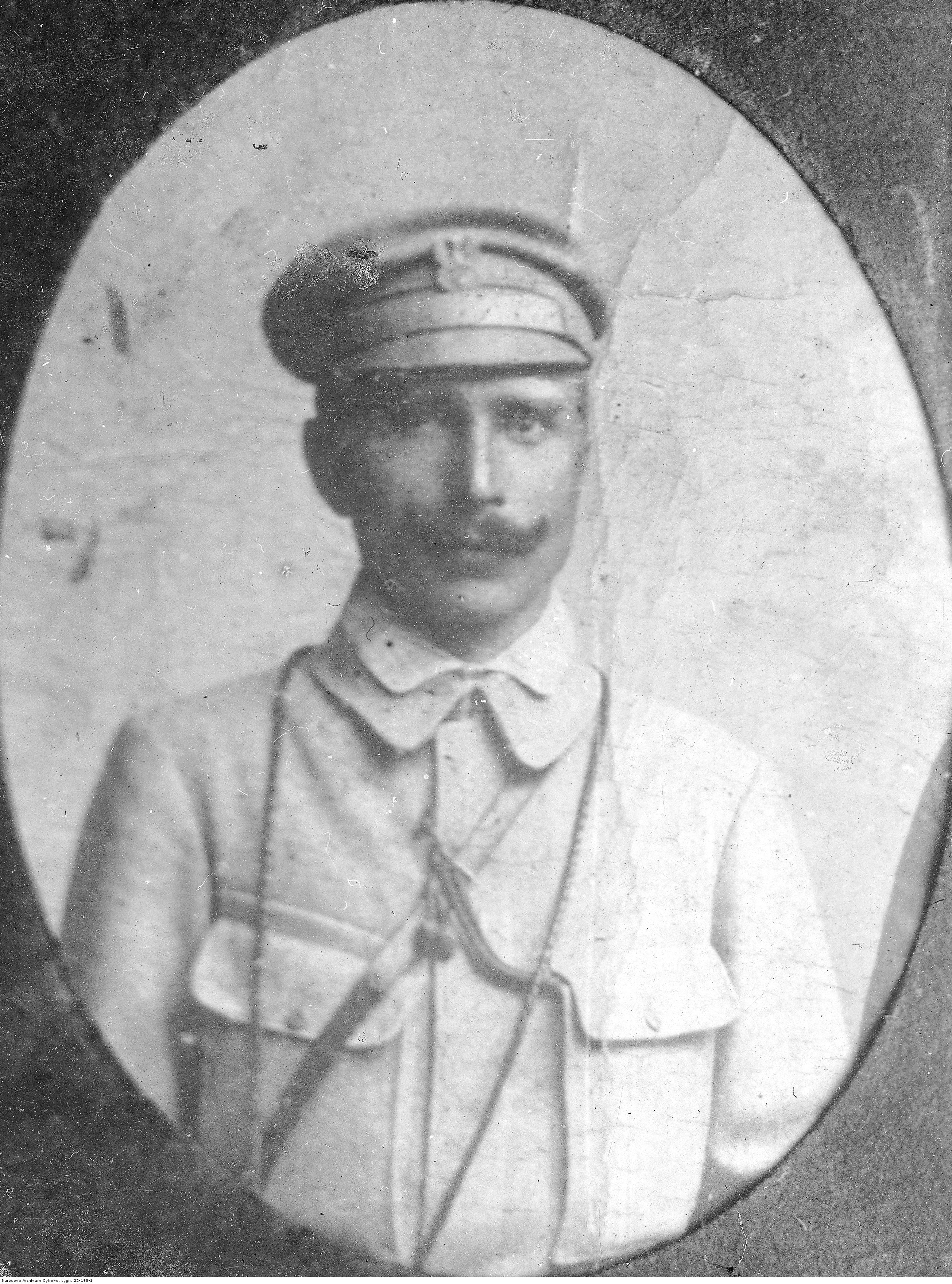
Nieznany członek POW z Krasnegostawu

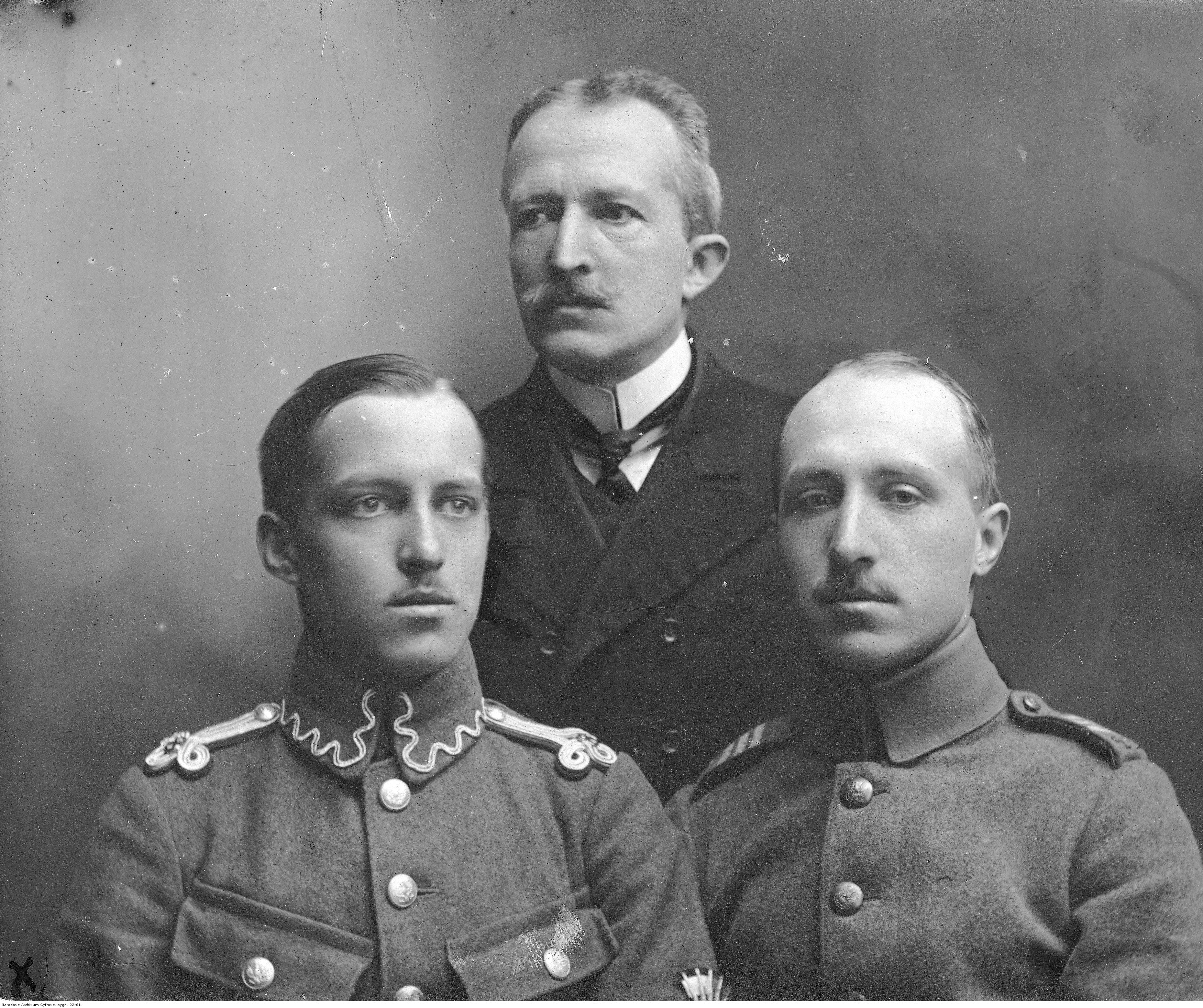
Ludwik Mieszkowski, komendant POW w Krasnymstawie

Lista członków Polskiej Organizacji Wojskowej, odznaczonych Krzyżem Walecznych.

## Członkowie Komendy Naczelnej I i III POW odznaczeni 23 listopada 1921
Członkowie Komendy Naczelnej I i III POW odznaczeni 23 listopada 1921:
po raz pierwszy, drugi i trzeci
1. kpt. Józef Szeląg ps. „Biały”

po raz pierwszy i drugi
1. urzędnik wojsk. IX rangi Kazimierz Drzewiecki ? Kazimierz Drzewiecki KN pośmiertnie 9 października 1933
2. kpt. Kazimierz Kublin
3. kpt. Stanisław Siciński

po raz pierwszy
1. mjr art. Bohdan Bujwid, KN 16 marca 1937[2]
2. kpt. Tadeusz Kruk-Strzelecki
3. ob. Wanda Strójwąs z Rudnickich ps. „Cieszkowska” (ur. 1886), KN 6 czerwca 1931[3][4][5]
4. śp. ob. Bronisława Ziemiańska, KNzM 6 czerwca 1931[3]

## Odznaczeni 8 lipca 1922
Członkowie POW odznaczeni Krzyżem Walecznych 8 lipca 1922:
Odznaczeni Krzyżem Walecznych po raz czwarty
1. Wacław Głazek – kapitan, Politechnika Lwowska
2. Lelek Stefan-Sowa – kapitan, DOG Lublin
3. Adam Przybylski – rotmistrz, sztab 1 DP Leg.
4. Antoni Jan Ptasznik (sic) – podporucznik? Jan Antoni Ptasznik ps. „Gawęcki”[7] (zm. 8 grudnia 1922), farmaceuta, komendant miejscowy POW w Pruszkowie, KN (pośmiertnie 16 marca 1937[2][8])
5. Feliks Szymański ps. „Szczęsny” (ur. 1895) – porucznik, Zw. Strzelecki DOG Łódź, komendant POW w Szadku (1915–1917), KNzM (7 lipca 1931)
6. Władysław Włoskowicz – kapitan Oddział II SG

Odznaczeni Krzyżem Walecznych po raz 1., 2., 3. i 4.:
1. Tadeusz Puszczyński – kapitan, Oddział II SG
2. Felicjan Sławoj Składkowski – pułkownik, Dep. Sanitarny MSWojsk.

Odznaczeni Krzyżem Walecznych po raz 1., 2. i 3.:
1. Jadwiga Barthel de Weydenthal – obywatelka, Warszawa ul. Natolińska 8
2. Mieczysław Biały – porucznik 33 pp
3. Franciszek Chruścielewski ps. „Skiba” (1896–1944)[9] – sierżant, Rajgród, pow. szczuczyński, komendant miejscowy i komendant VIII obwodu POW, KN (25 lutego 1932[10])
4. Włodzimierz Dąbrowski – porucznik
5. Stanisław Dzięgielewski – kapitan
6. Józef Ferencowicz – kapitan 1 DP Leg.
7. Bronisław Gaertig – sierżant, zdemobilizowany, KN (9 listopada 1931[11])
8. Henryk Gawroński – sierżant 29 pp (zobacz Henryk Gawroński)
9. Tadeusz Herfurt – porucznik, Komisja Graniczna w Mińsku
10. Władysław Horyd – porucznik 9 DP
11. Feliks Franciszek Rafał-Jędrzejak – podchorąży Oddział III SG, w 1959 mianowany podpułkownikiem piechoty, KNzM (6 czerwca 1931)[12]
12. Franciszek Juszczyk – podchorąży, Oddział II SG (zobacz Franciszek Juszczyk)
13. Stanisław Kalinowski ps. „Kossak” – porucznik
14. Józef Karpiński ps. „Sęp”, „Wiktor” (ur. 31 października 1896) kpt. piech. rez. 6 pp Leg.
15. Stefan Kiełczewski (1897–1939) – porucznik, KN 12 marca 1931[13]
16. Władysław Królak ps. „Kniaziewicz”[a] – starszy wachmistrz, zdemobilizowany
17. Emil Franciszek Mecnarowski – pułkownik, Dep. Prawny MSWojsk.
18. Kazimierz Moniuszko – major, urlop akademicki
19. Marian Myszkowski – sierżant[16]
20. Józef Nowosielski – sierżant, zdemobilizowany (zobacz Józef Nowosielski)
21. Tadeusz Olszewski ps. „Sępiński” (1898–1944) – podchorąży, zdemobilizowany Grójec
22. Jerzy Paszkowski – porucznik Oddział III Sztabu Generalnego
23. Stanisław Pelc – kapitan 29 pp
24. Mieczysław Pęczkowski – kapitan, Szkoła Podchorążych Warszawa
25. Aureliusz Aurita-Piątkowski[17] ps. „Aurita” – porucznik, Centralna Szkoła Rusznikarzy, KN 12 maja 1931[18], ZKZ 30 lipca 1938[19]
26. Wanda Kalczyńska z Potkańskich (1886–1943), KN (16 września 1931)
27. Stefan Stefanowicz – plutonowy, zdemobilizowany
28. Wacław Święcki – podporucznik, zdemobilizowany, Częstochowa, Aleja III nr 53
29. Karol Temler – porucznik, Politechnika Warszawska
30. Jerzy Thomson-Długosiewicz (1892–1965) – kapitan, tłumacz w Szkole Sztabu Generalnego, KN 12 maja 1931[18]
31. Maria Trzeciakówna – obywatelka, instruktorka ośw. Oddziału II Wilno, KN (19 czerwca 1938)
32. Józef Turczyński – porucznik (zobacz Józef Turczyński (ujednoznacznienie))
33. Jerzy Wądołkowski – kapitan, Oddział III Sztabu MSWojsk.
34. Aleksander Żukowski – plutonowy, Krzewo ziemia Łomżyńska (zobacz Aleksander Żukowski)

Odznaczeni Krzyżem Walecznych po raz 2. i 3.:
1. Jerzy Adam Budzyński – porucznik, urlop bezterminowy, KN 7 lipca 1931

Odznaczeni Krzyżem Walecznych po raz 1. i 2.:
1. Teodor Antonowicz – podporucznik 29 pp
2. Piotr Arndt – chorąży rezerwy (ur. 29 czerwca 1895 w Zgierzu), KN (10 grudnia 1931)
3. Stefan Barylski[b] – podporucznik 1 puł., MN 27 czerwca 1938[22]
4. Michał Bednarski – sierżant, zdemobilizowany Warszawa, Żurawia 42, m. 40
5. Władysław Binder – porucznik, 4 pp leg.
6. Stanisław Biskupski – podporucznik, Oddział II Sztabu Generalnego
7. Mieczysław Brodziński – kapitan, 31 pp
8. Stefania Róża Straus z Cierpiszów ps. „Karlińska” (1891–1976)[23] – obywatelka, Grójec, MN 17 września 1932[24]
9. Wanda Czarnocka-Karpińska – obywatelka, Zw. Strzeleckie, Kraków
10. Józef Dąbrowski – podchorąży, zdemobilizowany Częstochowa, al. św. Barbary
11. Bolesław Dmochowski – porucznik lidzkiego pułku strzelców
12. Tadeusz Domański – porucznik, DOG Kielce
13. Marian Drobik – plutonowy 22 pp
14. Tadeusz Dzieciaszek – kapitan (kapral?), zdemobilizowany, Częstochowa
15. Konrad Libicki – kapitan Oddział II SG
16. Lucjan Frakowski – porucznik
17. Jan Gawlikowski – porucznik, DOG Kielce
18. Wanda Gertz – obywatelka, OLK Wilno
19. Maria Katarzyna Gieysztor – obywatelka, Warszawa, ul. Wspólna 38
20. Wacław Glapiński – podchorąży, zdemobilizowany
21. Tadeusz Grabianko – szeregowy, zdemobilizowany
22. Bolesław Gronczyński – porucznik 31 pp
23. Stanisław Guliński – porucznik
24. Andrzej Hałaciński – major, Warszawa Al. Ujazdowskie 16
25. Leon Janczak – sierżant, 29 pp, zdemobilizowany Kalisz
26. Adela Januszkiewiczowa – obywatelka Warszawa Stare Miasto 21 m. 9 (sic)[c]? Adela Jarnuszkiewicz-Surawska z Kraszewskich (1897–1947), wywiadowczyni[26], matka Jerzego Jarnuszkiewicza, KN 16 marca 1937[2][27]
27. Józef Kaczorowski – zdemobilizowany
28. Feliks Kalwejt ps. „Gołąb” – sierżant, II Oddział SG (ur. 19 października 1895 w Sejnach, w rodzinie Jana, zm. 2 grudnia 1946), KN (13 kwietnia 1931)
29. Henryk Kintopf – podporucznik, II Oddział SG
30. Leon Koc – major, szef sztabu 1 DP Leg.
31. Kordas – starszy sierżant, zdemobilizowany
32. Jan Korkozowicz – major 4 pp Leg.
33. Stefan Kosturkiewicz – kapitan 1 pap (ur. 2 września 1893 w Bochni, w rodzinie Antoniego), KN (16 marca 1937)
34. Innocenty Kotliński – zdemobilizowany, mierniczy (ur. 2 kwietnia 1893 w rodzinie Feliksa i Heleny z Lindauerów), KN (17 marca 1938)
35. Bronisław Kowalczewski – 22 pp
36. Stanisław III Kozicki – podporucznik, Okręgowy Zakład Uzbrojenia Nr VII w Poznaniu
37. Bronisław Krasucki – podchorąży, zdemobilizowany
38. Władysław Kudaj – kapitan
39. Bolesław Kudelski – podporucznik, Szkoła Podchorążych Warszawa
40. Maciej Tadeusz Kuhnke (1860–1928) – zdemobilizowany, Warszawa, ul. Rysia 1, KN (20 stycznia 1931)
41. Władysław Kulesza – kadet Wielkopolskiej Szkoły Podchorążych Piechoty w Bydgoszczy
42. Stefan Majewicz – podchorąży 33 pp Łomża
43. Wacław Makowski – podporucznik 27 pp
44. Edward Malbrocki – podchorąży 28 pp
45. Jan Malinowski – obywatel
46. Władysław Morawski (ur. 1896) – zdemobilizowany, Nieskórz, gm. Jasienica w powiecie ostrowskim, rolnik, MN (24 maja 1932)
47. Władysław Musielski – podporucznik, zdemobilizowany, Opatów
48. Stefan Nowaczek – porucznik, 24 pp
49. Jan II Nowaczyński (ur. 1895)[d] – porucznik 3 pp Leg.
50. Franciszek Nowak – podchorąży
51. Jan Ostrowski – podporucznik, zdemobilizowany, akademik
52. Mieczysław Paszkowski – sierżant
53. Julian Pągowski – podchorąży, Zw. Strzeleckie
54. Henryk Picheta – plutonowy 22 pp
55. Franciszek Plocek – zdemobilizowany
56. Michał Pogorzelski – plutonowy, zdemobilizowany Ciechanów-Rynek
57. Tadeusz Politański – podporucznik
58. Feliks Pstrokoński – obywatel, 29 pp
59. Stanisław Puchalski – podchorąży. Zw. Strzeleckie
60. Henryk Pasternak[e] vel Pasterski[31] – ppor. uzbr., sztab 23 DP, czołówka amunicyjna Sosnowiec
61. Norbert Rajgrodzki ps. „Zagozda” (1899–1940) – porucznik, zdemobilizowany, zamordowany w Charkowie, KN 3 maja 1932[32]
62. Tadeusz Rogawski – porucznik
63. Bolesław Romanowicz – kapitan, Żandarmeria Wojsk.
64. Bolesław Ruśkiewicz (ur. 2 marca 1896 w Rydze), podporucznik piechoty rezerwy[33], inżynier, 1 pcz, zdemobilizowany, MN 22 grudnia 1931[34][35]
65. Edward Rybicki – porucznik, Oddział II Sztabu Generalnego
66. Czesław Seyfried – szeregowy, zdemobilizowany, Częstochowa
67. Tadeusz Siadalski – obywatel
68. Halina Feliksa Starczewska ps. „Szczęsna” – obywatelka
69. Helena Stattlerówna – obywatelka, Warszawa ul. Krucza 14
70. Mieczysław Stecewicz – porucznik 1 pcz, zdemobilizowany
71. Kazimierz Surdukowski – podporucznik, Szkoła Podchorążych Bydgoszcz
72. Władysław Szatkowski – komisarz PP, Warszawa
73. Włodzimierz Szczepański – Wydział II DOG Warszawa
74. Marcin Szopa – obywatel, funkcjonariusz PP
75. Jan Szuch – nadkomisarz PP
76. Waldemar Szwarcbat – porucznik Oddział I MSWojsk., Sekcja Jeńców
77. Antoni Tomaszewski – sierżant 1 pcz, zdemobilizowany
78. Franciszek Tomczak – podchorąży, zdemobilizowany, Częstochowa, al. św. Barbary
79. Stanisław I Trzeciak ps. „Granat” – podporucznik, Oddział II Dowództwa Wojsk Litwy Środkowej, brat Zofii Trzeciakówny, KN 7 lipca 1931[36][37]
80. Roman Tuchowski – plutonowy
81. Marian Adam Turowski – podporucznik Sztab Generalny
82. Juliusz Ulrych – major, Oddział II SG
83. Bronisław Wahren – podporucznik, student Politechniki Warszawskiej
84. Wacław Wąsik – podporucznik, Oddział II 2 Armii, zdemobilizowany
85. Wacław Żuchowski – sierżant 30 pp
86. Józef Ziabicki inżynier[38]

Odznaczeni Krzyżem Walecznych po raz pierwszy:
1. Jan Adamiak – major rezerwy
2. Paweł Adamski – starszy szeregowy, zdemobilizowany
3. Piotr Adamski – starszy szeregowy, zdemobilizowany
4. Karol Anders – wachmistrz Oddział II Sztabu Generalnego
5. Szczepan Andrzejewski – kapral, zdemobilizowany
6. Andrzej Aniszewski – szeregowy 30 pp
7. Tomasz Arciszewski – poseł
8. Józef Bachmiński – plutonowy 9 pp Leg., zdemobilizowany
9. Feliks Baliszewski[f] – sierżant, zdemobilizowany
10. Stanisław Bamski – szeregowy, student Politechniki Warszawskiej[39]
11. Teodor Baranowski – sierżant, zdemobilizowany
12. Jan Barczewski – szeregowy, zdemobilizowany
13. Józef Bartosiński – zdemobilizowany
14. Apoloniusz Bartoszewski[g] – porucznik, Muzeum WP
15. Edward Berdziński – szeregowy, zdemobilizowany Zagorów, pow. słupecki
16. Stanisław Białobrzeski – szeregowy (pośmiertnie)
17. Bronisław Bielewski – porucznik Oddział II Sztabu Generalnego, Białystok
18. Romuald Bielski – szeregowy, zdemobilizowany
19. Piotr Bieniewski – podporucznik, zdemobilizowany
20. Stefan Bieniecki – porucznik 8 DP
21. Edward Biernacki – podkomisarz PP[h]
22. Alfred Biłyk – major
23. Ignacy Bobrowski – kapitan, sztab Wojsk Litwy Środkowej
24. Bronisław Bogusz – chorąży
25. Adam Borkiewicz – porucznik 1 pp Leg.
26. Stanisław Brodowski – kapitan 33 pp
27. Teofil Bronowicz – plutonowy, zdemobilizowany
28. Zygmunt Czesław Budzyński – porucznik, 27 pp Zygmunt Czesław Budzyński

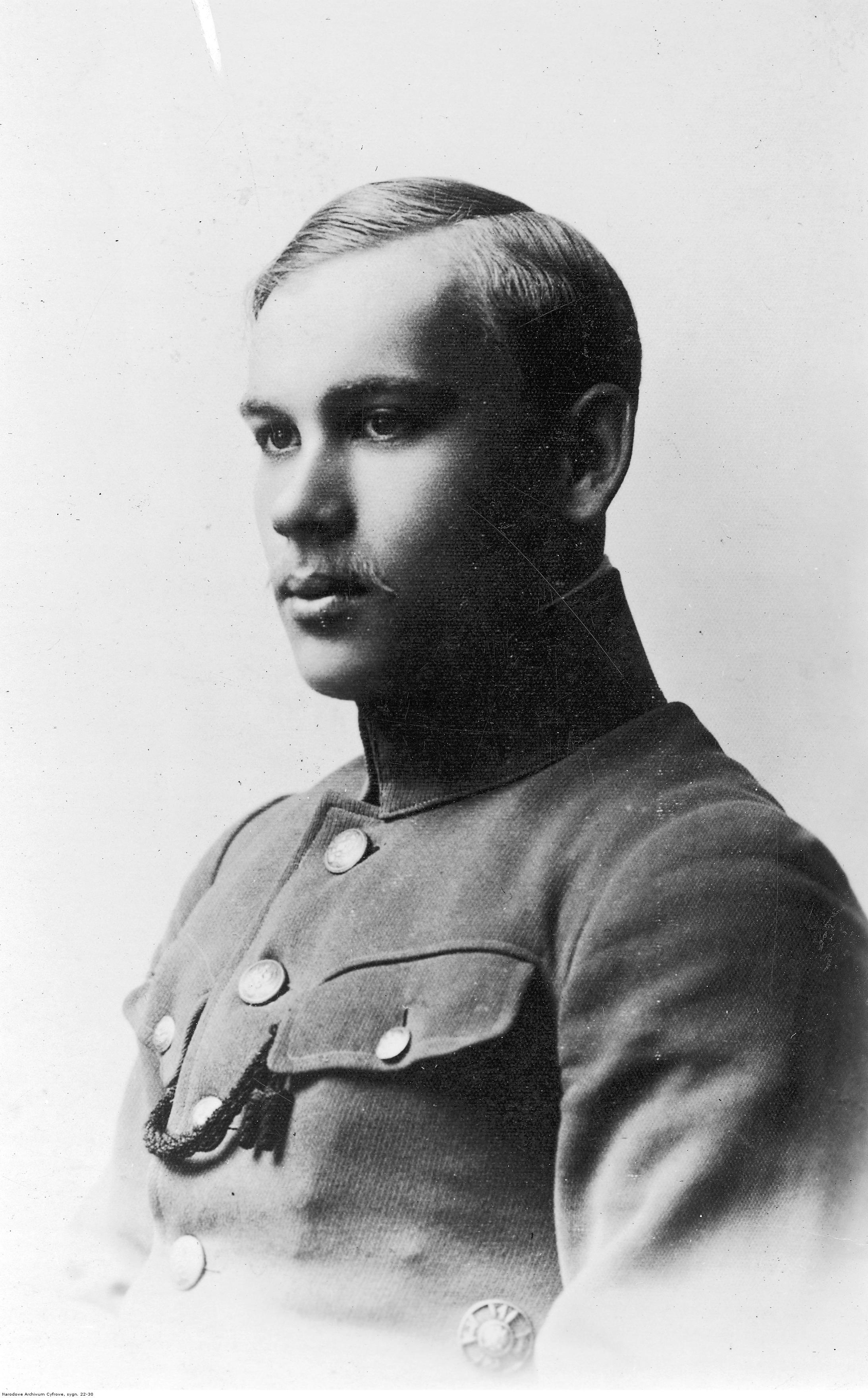
Zygmunt Czesław Budzyński

29. Józef Bugała – sierżant, zdemobilizowany
30. Edward Bukowski – szeregowy (pośmiertnie)
31. Jan Bukowski – sierżant (pośmiertnie)
32. Konstanty Butkiewicz – szeregowy (pośmiertnie)
33. Janina Mrajska-Cabertówna – obywatelka, Oddział Żeński POW Łomża, KN 16 marca 1937[2]
34. Tadeusz Caspaeri-Chraszczewski – kapitan rezerwy
35. Zygmunt Chabowski – sierżant
36. Franciszek Chajkowski – szeregowy, zdemobilizowany
37. Helena Chanecka (Chanecka-Gajlowa) – obywatelka, ur. 21 lutego 1894 w Warszawie, KN 20 grudnia 1932[41]
38. Bolesław Charzyński[i] – szeregowy, zdemobilizowany
39. Adam Chełchowski – szeregowy 32 pp
40. Halina Chełmicka – obywatelka
41. Tadeusz Chełmiński – podchorąży, zdemobilizowany
42. Stanisław Chmielewski – podoficer (pośmiertnie) (jeden z wymienionych w: Stanisław Chmielewski)
43. Czesław Chyrzyński – podchorąży, zdemobilizowany
44. Stanisław Cichecki – podchorąży, zdemobilizowany Kalisz
45. Stefan Cieślak – kapitan Oddział II Sztabu DOG Łódź
46. Stefan Ciok – starszy ułan, zdemobilizowany
47. Aleksander Aleksy Ćwiakowski[j] – porucznik, urlop akad.
48. Władysław Łucki ps. „Jerzy Dańko” – kapitan, zdemobilizowany Praszka
49. Janusz Władysław Dąbrowski (ur. 1 stycznia 1900 w Warszawie, w rodzinie Eugeniusza, zm. 1955) – podporucznik 5 puł., MN (9 listopada 1932[43]), SKZ (1938[44])
50. Stanisław Dąbrowski – podchorąży 67 pp
51. Zygmunt Dekler – podporucznik 1 DP Leg., pośmiertnie (ur. 11 czerwca 1881 w Warszawie, zm. 27 grudnia 1919 w Warszawie[45])
52. Stanisław Jerzy Derejski (ur. 23 kwietnia 1894 w Pilicy, w rodzinie Franciszka) – podporucznik DOGen. Warszawa, w 1939 w Biurze Badań Technicznych Saperów
53. Zygmunt Dębowski – starszy szeregowy, szpital koński w Końskich[46]? KN pośmiertnie 3 maja 1932[32] (zobacz niżej obywatel Zygmunt Dębowski)
54. Edward Dobrowolski – szeregowy, zdemobilizowany
55. Jan Dołowy – sierżant, zdemobilizowany? jeden z dwóch odznaczonych MN (25 lutego 1932[10] i 21 kwietnia 1937[47])
56. Julian Dołowy – szeregowy (pośmiertnie)
57. Kazimierz Domański (ur. 8 sierpnia 1897 w Łodzi, w rodzinie Andrzeja[48]) – podporucznik 8 psk[49], KN (2 sierpnia 1931[50])
58. Medard Downarowicz – szeregowy, zdemobilizowany
59. Wiktor Drymmer – porucznik, attaché wojskowy w Rewlu
60. Wiktor Dunin-Wąsowicz – kapitan, dowództwo Wojsk Litwy Środkowej
61. Leonard Dusoge[k] – plutonowy, zdemobilizowany Ministerstwo Skarbu
62. Leon Dyc – podchorąży mińskiego pp, Litwa Środkowa
63. Jan Dzierżanowski, obywatel m. Kalisz
64. Józef Eberhardt – sierżant, Dowództwo Dworca Gdańskiego
65. Bronisław Ejchler – podporucznik 26 pp
66. Wacław Fabierkiewicz (1891–1967) – Warszawa, ul. Wielka 3 m. 3, KN (14 kwietnia 1932[51])
67. Władysław Ferencowicz ps. „Graf” (ur. 1894) – podporucznik (pośmiertnie), VM, KN 12 marca 1931[13]
68. Stanisław Fiener[52] – plutonowy, zdemobilizowany m. Konin[53]
69. Jarosław Fiuczek (1900–1976)[54] – podporucznik, DOK Kraków Wydz. III, MN 9 listopada 1931[11], od 1933 sędzia grodzki w Katowicach, 6 czerwca 1939 mianowany sędzią okręgowym w Katowicach[55], w 1960 mieszkał w Gdańsku-Oliwie, praktykował w Zespole Adwokackim Nr 1 w Lęborku (zobacz niżej)
70. Franciszek Florczyk – sierżant (pośmiertnie)
71. Aleksander Freyd vel Frejd – podporucznik, zdemobilizowany
72. Frenkl Edmund – podporucznik, rezerwa
73. Stanisław Fruziński – porucznik (więcej informacji w: Pozbawienie obywatelstwa polskiego 76 oficerów)
74. Fulmyk Michał – porucznik 33 pp
75. Furman Józef – szeregowy 30 pp
76. Gadzinowski Mieczysław – sierżant, zdemobilizowany, majątek Węgrzynów, pow. piotrkowski
77. Galewski Józef – sierżant, zdemobilizowany Kalisz
78. Galiński Izydor – podporucznik (pośmiertnie)
79. Gałecki Tadeusz – wachmistrz, zdemobilizowany
80. Ganowicz Rafał – sierżant (pośmiertnie)
81. Gibes Franciszek – sierżant (pośmiertnie)
82. Głowinkowski Michał – sierżant, zdemobilizowany m. Konin
83. Głuchowski Antoni – major 14 puł.
84. Głuszkiewicz Bolesław – komisarz PP
85. Antoni Gniewecki (1897–1949) – porucznik marynarki, Toruń D-two Kadry Marynarki, później kmdr por. ps. „Witold”, KN (16 września 1931[56])
86. Goliński Jan – kapitan, rezerwa (po raz drugi i trzeci)
87. Golnik Zygmunt – kapral
88. Golonka Ludwik – sierżant, depot samochodowy w Warszawie
89. Grabowski Stanisław – starszy żołnierz (pośmiertnie)
90. Grabowski Władysław – podporucznik, Oddział II Sztabu Generalnego
91. Grądzki Szymon – plutonowy, zdemobilizowany
92. Grodecka Hanna – obywatelka
93. Grodecki Jerzy – podporucznik rezerwy
94. Grosglik Wacław – podchorąży, zdemobilizowany
95. Grzębo Witold – porucznik 1 DP Leg.
96. Grzybowicz Edward – sierżant 36 pp
97. Grzymko Jan – szeregowy (pośmiertnie)
98. Grzymkowski Bolesław – plutonowy, zdemobilizowany
99. Aleksander Habiniak – podporucznik PKU Miechów
100. Heleman Józef – podporucznik DOG Kraków
101. Hempel (Czajkowska) Zofia – obywatelka
102. Henszel Kazimierz – podkomisarz PP
103. Heysowicz Kazimierz – sierżant, student Politechniki Warszawskiej
104. Hoffman Henryk – podchorąży, zdemobilizowany Częstochowa
105. Hoffmanowa Jadwiga – Warszawa, ul. Oboźna 9
106. Tadeusz Hołówko – kapral
107. Horodyński Ignacy – szeregowy (pośmiertnie)
108. Ignaczak Józef – plutonowy (pośmiertnie)
109. Jackiewicz Andrzej – kapitan, zdemobilizowany
110. Jalowski Franciszek – sierżant, Oddział II SG
111. Janecki Michał – podporucznik, Wojska Litwy Środkowej
112. Janicki Stefan – plutonowy, zdemobilizowany
113. Janik Józef – sierżant zdemobilizowany Blachowiec
114. Jankowski Tadeusz – posterunkowy PP
115. Jarecki Stanisław – kapitan, zdemobilizowany
116. Romuald Jarmułowicz
117. Jaroszyńska Henryka – obywatelka
118. Jastrzębski Bronisław – szeregowy 25 pp
119. Jaszczuk Kazimierz – plutonowy, zdemobilizowany Częstochowa
120. Jaworski Wincenty – szeregowy, zdemobilizowany
121. Jezierski Edmund – podkomisarz PP
122. Jetter Edward – podporucznik, Oddział Va Sztabu DOK Warszawa
123. Jodkiewicz Stanisław – podporucznik, adiutant d-cy m. Warszawy
124. Antoni Jurkowski[57] ps. „Dąb”[58] – kapral, zdemobilizowany, zastępca komendanta miejscowego POW w Bronowie, MN pośmiertnie 21 kwietnia 1937[47]
125. Kacperowiczówna Janina – obywatelka
126. Kaczkowski Mieczysław – podchorąży, zdemobilizowany
127. Kaczmarek Franciszek – podporucznik
128. Kaczyński Jan – kapitan 33 pp (po raz trzeci i czwarty)
129. Kaczyński Wacław – kapral, zdemobilizowany
130. Kafarski Aleksander – szeregowy zdemobilizowany
131. Kalinowski Antoni – porucznik
132. Kamieński Tadeusz – sierżant
133. Alfred Karlsbad ps. „Czarny”, „Czerny”[l] – podporucznik, zdemobilizowany, inżynier elektryk, KN 17 września 1932[24]
134. Karwowski Bolesław – urzędnik wojskowy, szpital koni nr 1 na Pradze
135. Kierzkowska Zofia – obywatelka
136. Stefan Kirtiklis – rotmistrz, dowódca 3 Dyonu Żandarmerii w Wilnie
137. Klamrzyński Wacław – komisarz PP
138. Jan Klim
139. Kłysik Konstanty – kapral, zdemobilizowany
140. Józef Kobiałko – obywatel, Lublin ul. 3 Maja dom Hekla
141. Kołacz Stanisław – sierżant, zdemobilizowany Częstochowa
142. Leon Kołaczkowski – podporucznik (pośmiertnie)
143. Kołodziej Antoni kapitan (pośmiertnie)
144. Kołodziejski Szczepan – plutonowy
145. Kominek Franciszek – podchorąży
146. Kończyński Marceli Jerzy – podporucznik, Sekcja Osad Żołnierskich MSWojsk.
147. Konnes Jerzy – podkomisarz PP
148. Korytowski Edward – kapral, zdemobilizowany
149. Andrzej Nałęcz-Korzeniowski – adiutant Naczelnego Wodza
150. Koszyca Longin Marcel – podporucznik, zdemobilizowany
151. Kościelny Lucjan – sierżant, zdemobilizowany Wieluń
152. Kotarski Zygmunt – kapitan
153. Kowalski Czesław – podporucznik, zdemobilizowany
154. Kowalski Stanisław – sierżant, zdemobilizowany
155. Kowalski Tadeusz – porucznik, Oddział II SG
156. Kozielewski Marian – podporucznik
157. Krakowska Zofia – obywatelka
158. Kraszewski Stefan – kapral (pośmiertnie)
159. Krawczenko Władysław – szeregowy, zdemobilizowany
160. Stanisław Krett (Kret) – chorąży 31 p. szwoleżerów (ur. 11 listopada 1888 w Sosnowcu), KN (16 września 1931)
161. Krolicki Bronisław – szeregowy, 32 pp
162. Franciszek Krówka – sierżant 29 pp
163. Kruszewska Anastazja – obywatelka
164. Kryk Stanisław – szeregowy, zdemobilizowany Wieluń
165. Krynicki Henryk – szeregowy, zdemobilizowany
166. Krzyżkiewicz-Dunin Jan – podporucznik rezerwy
167. Kubiczek Jan – podporucznik rezerwy
168. Kucharski Stanisław – porucznik Oddział II Sztabu Generalnego DOG Warszawa
169. Kukawski Klemens – szeregowy (pośmiertnie)
170. Kulczycki Józef – sierżant, zdemobilizowany
171. Kulesza Zdzisław – sierżant, zdemobilizowany
172. Kuns Stanisław – kapral, zdemobilizowany
173. Kurelski Zenon – plutonowy, zdemobilizowany
174. Feliks Kwiatek – kapitan SG, Oddział I SG
175. Laskowski Bronisław – szeregowy (pośmiertnie)
176. Latosiński Bolesław – sierżant, zdemobilizowany os. Kazimierz, pow. pabianicki
177. Leer Jan – podporucznik (pośmiertnie)
178. Lendzioszek Wacław – porucznik 6 pp Leg. Płock
179. Leksa Józef – szeregowy, zdemobilizowany
180. Karol Lilienfeld-Krzewski – podchorąży
181. Ładwig Roman – kapral (pośmiertnie)
182. Ładziński Ludwik – porucznik
183. Łankiewicz Jan – szeregowy, zdemobilizowany, pow. suwalski
184. Łankiewicz Piotr – podporucznik, Szpital Ujazdowski
185. Łęski Stefan – podporucznik, zdemobilizowany
186. Łopuski Zenon – sierżant, zdemobilizowany
187. Machiewicz Aureli – przodownik PP
188. Mackiewicz Mieczysław – sierżant (pośmiertnie)
189. Majewski Jerzy – podporucznik
190. Majewski Zdzisław – porucznik 2 DP Leg.
191. Małaganowski Kazimierz – podporucznik (pośmiertnie)
192. Małek Franciszek – szeregowy, zdemobilizowany Częstochowa
193. Marek Stanisław – podchorąży
194. Marusik Władysław – porucznik
195. Maśliński Lucjan – podporucznik, zdemobilizowany
196. Wacław Matyszczak[61] ps. „Wolski” – podchorąży, zdemobilizowany, VM, KN 27 czerwca 1938[22]
197. Maurin Bronisław – sierżant, zdemobilizowany m. Konin
198. Harry Mexmontan[38] – obywatel Szwecji, syn Maurycego i Hanny
199. Michalski-Oster Jan – podporucznik, Oddział II Sztabu Generalnego Suwałki
200. Michałowski Antoni – sierżant
201. Mickiel Stanisław – szeregowy (pośmiertnie)
202. Mikołajewski Stefan – starszy wachmistrz, zdemobilizowany
203. Moniuszko Stanisław – urzędnik wojskowy, Oddział III Sztabu MSWojsk.
204. Monsioł Władysław – sierżant Oddział II Sztabu Generalnego, zdemobilizowany
205. Jędrzej Moraczewski – major rezerwy
206. Morasik Wawrzyniec – porucznik
207. Mortkowicz Roman – szeregowy, zdemobilizowany
208. Muszkiewicz Jan – szeregowy, zdemobilizowany
209. Neneman Kazimierz – sierżant, zdemobilizowany os. Kazimierz, pow. pabianicki
210. Niesiobędzki Witold – szeregowy, zdemobilizowany
211. Nietubicz Aleksander – kapral, zdemobilizowany
212. Ignacy Nizikowski
213. Nowacki Antoni – sierżant, zdemobilizowany ze strzelców syberyjskich
214. Nowak Marian – starszy szeregowy, zdemobilizowany
215. Nowakowski Adam – podoficer
216. Nowakówna Helena – obywatelka
217. Konstanty Abłamowicz – major, attaché wojsk. w Estonii
218. Ogórkiewicz Jan – przodownik PP
219. Okińska Modesta – obywatelka
220. Olejniczak Bronisław – kapral, zdemobilizowany Częstochowa
221. Olędzka Stanisława – obywatelka
222. Władysław Orbik – kapral (pośmiertnie)
223. Orgelbrand Stanisław – obywatel m. Kalisz
224. Tadeusz Osiński – rotmistrz, zdemobilizowany
225. Pacholski Marian – porucznik
226. Patlewicz Bronisław – porucznik 5 pp Leg.
227. Paprocki Stanisław – podchorąży, zdemobilizowany
228. Parnowski Tadeusz – podchorąży, zdemobilizowany Wieluń
229. Pawlak Jan – przodownik PP
230. Jadwiga Pechkranzówna – obywatelka
231. Pęczkowski Benedykt – kapitan (pośmiertnie)
232. Pędziwiatr Aleksander – sierżant, zdemobilizowany
233. Piasecki Jan – szeregowy, zdemobilizowany m. Słupca
234. Pietraszek Leon – sierżant, zdemobilizowany
235. Pietrzak Roch – plutonowy, zdemobilizowany Wieluń
236. Podberewski Stefan – kapral, zdemobilizowany
237. Prażmowski Władysław ps. Belina – komisarz PP
238. Prokopowicz Irena – obywatelka
239. Zygmunt Młot-Przepałkowski – rotmistrz, zdemobilizowany
240. Przepiórkowski Adolf – sierżant
241. Puchalski Stanisław – porucznik (po raz trzeci)
242. Aniela Puciatycka ps. „Ada”[62] (1900–1979) – obywatelka, kurierka-wywiadowczyni POW Suwałki, KN 20 lipca 1932[63]
243. Puławska Jadwiga – obywatelka
244. Pusłowski Witold – podchorąży, zdemobilizowany
245. Radecki Lucjan – sierżant
246. Radziukiewicz Antoni – kapral, zdemobilizowany, pow. suwalski
247. Rajpold Edward – porucznik
248. Radkowski Aleksander[64][65] ps. „Noc” ur. 10 grudnia 1896, – szeregowy, 1 autokolumna w Warszawie, KN 21 kwietnia 1937[47][66]
249. Rebzda Jan – porucznik
250. Rodkiewicz Władysław, ps. „Bolesta” – aspirant PP, w 1934 komisarz PP i kierownik XIV Komisariatu PP m. st. Warszawy, KW i MN 2 maja 1933[67][68][69][70][71]
251. Rokossowski Stanisław – szeregowy (pośmiertnie)
252. Roubie Józef – sierżant, zdemobilizowany
253. Piotr Różycki – szeregowy, zdemobilizowany m. Słupca
254. Rukat Ireneusz – podoficer (pośmiertnie)
255. Rusiecka Zofia – obywatelka
256. Rybicki Stefan – porucznik rezerwy
257. Rychliński Karol – szeregowy, zdemobilizowany Zagorów, pow. słupecki
258. Rychter Waldemar – szeregowy, student Politechniki Warszawskiej
259. Rylski Henryk – kapral, zdemobilizowany
260. Rymsza-Wiśniewski Józef – starszy żandarm, zdemobilizowany
261. Rynkowski Edward – szeregowy (pośmiertnie)
262. Ryszkiewicz Władysław – ułan 1 puł.
263. Rzepecki Tomasz – podchorąży, zdemobilizowany
264. Aleksy Rżewski – Łódź
265. Sadowski Władysław – szeregowy (pośmiertnie)
266. Hipolit Sarnecki
267. Schmidt Ryszard – podchorąży, zdemobilizowany Uniwersytet Warszawski
268. Sęczkowski Jan – sierżant II Oddział Szt. Generalnego Łódź
269. Sibera Józef – podchorąży, zdemobilizowany
270. Sieroszewski Wacław – podporucznik, zdemobilizowany
271. Sikorski Dionizy – porucznik
272. Skarbek Kazimierz – Konin
273. Skarżyński Teodor – kapral
274. Skowrońska Anna – obywatelka
275. Stanisław Skwarczyński – podpułkownik, 1 DP Leg.
276. Walery Sławek – podpułkownik, Komisja Graniczna Równe
277. Słowikowski Mieczysław – kapral, zdemobilizowany pow. suwalski
278. Ludwik Smoleń[m] – kapitan, 41 pp
279. Sobczyński Józef – podchorąży, zdemobilizowany
280. Sokolnicki Kazimierz – szeregowy, zdemobilizowany
281. Stanisz Józef – podkomisarz PP
282. Roman Starzyński – kapitan
283. Stasiak Antoni – sierżant 30 pp
284. Stecewicz Marian – sierżant (pośmiertnie)
285. Stępniewski Edward – szeregowy, zdemobilizowany
286. Strzałka Stanisław – kapral (pośmiertnie)
287. Strzelecki Apoloniusz – komisarz PP
288. Strzelecki Walery – porucznik, 5 pp, baon zapasowy (po raz trzeci)
289. Studziński Stefan – kapitan
290. Swarzeński Jan – kapitan, oddział III MSWojsk.
291. Szałowski Stanisław – sierżant, zdemobilizowany
292. Szczechura Bronisław – porucznik rezerwy
293. Szczęsny Czesław – porucznik 33 pp
294. Szczygielski Wacław – podkomisarz PP
295. Szewczyk Jakub – porucznik
296. Szrejter Kazimierz – szeregowy 32 pp
297. Sztark Daniel – porucznik, zdemobilizowany Kalisz
298. Szymaniuk Romuald – kapral, zdemobilizowany
299. Szymański Jan – podporucznik, zdemobilizowany Częstochowa
300. Szymański Tadeusz – porucznik, Oddział III Sztabu MSWojsk.
301. Szymczyński Zygmunt – sierżant, zdemobilizowany
302. Szymońska Janina – obywatelka
303. Średnicki Stanisław – plutonowy, zdemobilizowany
304. Świetlicki Stanisław – sierżant
305. Świderski Edmund – podchorąży
306. Świtalski Józef – sierżant, zdemobilizowany m. Konin
307. Tomaszewski Marian – sierżant
308. Trębski Tomasz – plutonowy, zdemobilizowany Ulatów
309. Franciszek Trojan – podporucznik, Szkoła Podchorążych
310. Tworkowski Stefan – porucznik Oddział II Sztabu Generalnego
311. Halina Urbanowiczówna – obywatelka
312. Zygmunt Wajs – sierżant
313. Walicka Kazimiera – obywatelka
314. Bronisław Wanke – podporucznik rezerwy
315. Wańkowicz Karol – porucznik 6 pp, zdemobilizowany (po raz trzeci)
316. Warzbiński Józef – plutonowy 29 pp, Kalisz
317. Wasiutyńska Janina – obywatelka
318. Wazgird Michał – porucznik
319. Ignacy Wądołkowski – kapitan Oddział III Sztabu DOK Warszawa (po raz drugi i trzeci)
320. Węgrzynowski Marian – podporucznik, zdemobilizowany
321. Wichliński Konstanty – plutonowy 27 pp
322. Wichliński Tadeusz – plutonowy 27 pp
323. Wieczorkiewicz Marian – podchorąży, zdemobilizowany, pow. radomski
324. Wielgosz Feliks – szeregowy (pośmiertnie)
325. Wierusz-Kowalski Tadeusz – podchorąży, zdemobilizowany Posada, pow. łódzki
326. Edmund Wilczyński – sierżant
327. Wilski Bohdan – porucznik, zdemobilizowany (po raz drugi, trzeci i czwarty)
328. Wiprzycki Kazimierz – porucznik 32 pp (dwukrotnie)
329. Wittych Teodor – sierżant
330. Włochówna Natalia – obywatelka
331. Ignacy Włostowski – porucznik Oddział III Sztabu Generalnego (dwukrotnie)
332. Wojciechowska Halina – obywatelka
333. Wojciechowska Lucyna – Warszawa, ul. Żórawia 42 m. 40
334. Wojciechowski Edward – urzędnik PP
335. Wojciechowski Zygmunt – 22 pp (dwukrotnie)
336. Sylwester Wojewódzki – podporucznik, zdemobilizowany, pow. lidzki, maj. Dejnarowszczy (dwukrotnie)
337. Wolfkowiczówna Elżbieta – obywatelka
338. Wolniewska Lucyna – Warszawa, ul. Wspólna 19
339. Wolski Stefan – porucznik 21 pp
340. Wołowski Andrzej – podporucznik (pośmiertnie)
341. Woltulanis Jan – szeregowy (pośmiertnie)
342. Wołodyjowski-Król Józef – szeregowy, Ciechanów (dwukrotnie)
343. Wosik Stanisław – kapral
344. Wróblewski Stanisław – sierżant, zdemobilizowany
345. Wyziński Adam – szeregowy, zdemobilizowany
346. Zalewski Jan – podchorąży, zdemobilizowany 41 pp
347. Zalewski Władysław – kapral, zdemobilizowany
348. Stanisław Zarębski – porucznik DOK Lublin
349. Zarychta Apoloniusz – porucznik, Szkoła podoficerska nr 1 Chełmno
350. Wacław Zawadzki ps. „Rózga” – porucznik (pośmiertnie)
351. Stanisław Zdanowicz – komisarz PP, KN 28 grudnia 1933
352. Stefan Zdanowski – sierżant (pośmiertnie)
353. Zdrojewski Jan – kapral, zdemobilizowany, pow. suwalski
354. Zieleniewski Edward – szeregowy, zdemobilizowany
355. Kazimierz Zieleniewski ps. „Zabużak”[n] – major (sic), zdemobilizowany
356. Zieliński Stanisław – plutonowy, zdemobilizowany
357. Włodzimierz Zieliński – kapitan, 21 pp
358. Złotkowski Wacław – sierżant (pośmiertnie)
359. Marian Zywert – szeregowy, zdemobilizowany Kowalewo, pow. słupecki
360. Wiesław Żarski ps. „Zamorski”[o] – porucznik 32 pp
361. Zdzisław Żmigryder-Konopka – porucznik rezerwy
362. Alfred Żyliński – szeregowy, zdemobilizowany

## Odznaczeni 15 lipca 1922
Członkowie POW odznaczeni Krzyżem Walecznych 15 lipca 1922:
1. por. Bolesław Zahorski ps. „Zygmunt Lubicz” (po raz 2, 3 i 4)
2. kpt. Jan Certowicz (po raz 2)

po raz pierwszy i drugi
1. pchor. Stanisław Szachno ps. „Radwan Antoni”
2. ochotniczka Ewa Czarnecka
3. sierż. Roman Dobrowski lub Dobronski, ewentualnie Dobrowolski, chyba że Józef Dobrowski odznaczony MN 23 grudnia 1933[80]
4. pchor. Bohdan Podoski
5. ppor. Władysław Machcewicz (ur. 21 maja 1898), KNzM 9 listopada 1931[11]

po raz pierwszy
1. obywatelka Maria Berezówna
2. ochotnik Cezary Popławski, MN 22 grudnia 1931[34][81][82]
3. obywatelka Sabina Szrederówna ps. „Sawicka”[83], Sabina Pobereźna ze Szrederów, KNzM 7 lipca 1931[36][84]
4. obywatelka Jadwiga Mazurkiewicz ze Szrederów ps. „Ilnicka” (1894–1974), kurierka KN 3, KNzM 16 marca 1937[2][85]
5. obywatelka Maria Fedecka[86]
6. obywatel Stanisław Fedecki ps. „Rozłucki”[87], MN 27 czerwca 1938[22]
7. obywatelka Wanda Popławska (zobacz Wanda Popławska)
8. obywatel Jerzy Frankensztejn (ur. 1879), KN pośmiertnie 9 października 1933[88]
9. obywatelka Irena Jabłońska
10. ppor. Stanisław Kiszniewski[89]? kpt. art. Stanisław Kieszniewski (ur. 1897), odznaczony KN i KW
11. obywatelka Halina Wojciechowska-Sołowijowa

## Oficerowie i szeregowi POW w b. zaborze austriackim i b. okupacji austro-węgierskiej
Oficerowie i szeregowi POW w b. zaborze austriackim i b. okupacji austro-węgierskiej, którym minister spraw wojskowych nadał Krzyż Walecznych:
po raz czwarty
1. por. Feliks Czernihowski (ur. 1894), VM, MN 2 sierpnia 1931[50]

po raz trzeci i czwarty
1. por. Stanisław Guliński

po raz drugi, trzeci i czwarty
1. ppor. Stanisław Błoński

po raz trzeci
1. obywatel Józef Kobiałko
2. ppor. Ludwik Konarski

po raz drugi i trzeci
1. kpt. Leon Bąkowski
2. kpt. Tadeusz Caspaeri-Chraszczewski

po raz pierwszy, drugi i trzeci
1. por. Włodzimierz Abłamowicz (1891–1974), VM, MN 17 września 1932[24]
2. ppłk Władysław Bortnowski
3. kpt. Leszek Broniowski? Stefan Broniowski
4. por. art. rez. Feliks Tadeusz Daszyński (1898–1940), syn Ignacego, zamordowany w Charkowie, KNzM (2 sierpnia 1931)[91]
5. obywatelka Maria Herbut – Maria Herburtówna ps. „Niepołomska”, KN 15 czerwca 1932[92]
6. obywatelka Helena Bujwid-Jurgielewicz
7. mjr Kazimierz Kierzkowski
8. kpt. Stanisław Krzysik
9. kpt. Ludwik Klotzek
10. ob. Halina Kowalska
11. por. Aleksander Kron, POW Małopolska[93]
12. ob. Stanisław Karol Lustig
13. ppłk Jan Łodyński ? Marian Łodyński

po raz drugi
1. por. Stanisław Bielawski, POW Małopolska[94]
2. por. Karol Brożyna (ur. 20 listopada 1896, zm. przed 1923), KN pośmiertnie 7 lipca 1931[36]
3. por. Aleksander Ćwiekowski, POW Małopolska[95]? Aleksy Ćwiakowski
4. ppor. Bronisław Eichler
5. ppor. Jarosław Fiuczek (zobacz wyżej)
6. ppor. Wilhelm Hauswald (ur. 10 kwietnia 1897)[96], kapitan artylerii rezerwy (19 marca 1939), MN 24 października 1931[97]
7. obywatel Czesław Kowalski, POW Małopolska[98]? Czesław Kowalski
8. ppor. Longin Marian Korzyca (?)
9. kpt. Marian Kaufer
10. ppor. Stefan Łęski, POW Małopolska[99]

po raz pierwszy i drugi
1. pchor. Brunon Altmajer ps. „Okoń” (ur. 6 października 1890 w Skierbieszowie, zm. 1929), MN pośmiertnie 19 czerwca 1938[100]
2. ppor. Feliks Arkorstein? Feliks Ankerstein
3. obywatel Tadeusz Adamcio
4. ppor. Antoni Bukowski
5. chor. Robert Bijasiewicz ps. „Orlik”, POW Urzędów, MN 3 maja 1932
6. por. Jan Cygankiewicz (ur. 1888), VM, KN 13 kwietnia 1931[30][101]
7. Antoni Deblessem[p] kpt. piech. rez. inż., KNzM 28 grudnia 1933[29] zamiast uprzednio (2 sierpnia 1931) nadanego KN[91]
8. por. Tadeusz Dyńko
9. por. Leon Frywel, POW Małopolska[102]
10. obywatel Franciszek Górny
11. mjr Alojzy Gluth-Nowowiejski
12. ppor. Stanisław Gorzuchowski, POW Małopolska[103]? Stanisław Gorzuchowski (1899–1948), porucznik administracji, profesor, KN 3 maja 1932[32][104], Krzyż POW
13. por. Kazimierz Grodzicki ps. „Stasiak”[105], KN 7 sierpnia 1931[36]
14. kpt. Mieczysław Henisz
15. por. Czesław Hofmokl
16. mjr Kazimierz Bogumił Janicki ps. „Rola” (1896–1966), VM, KN 6 czerwca 1931[3]
17. ppor. Roman Okulicz-Kozaryn[106]
18. ppłk Alojzy Wir-Konas
19. por. piech. rez. Władysław Kosterski ps. „Spalski” (ur. 25 sierpnia 1892)[107], KN 12 marca 1931[13][108]
20. obywatel Ignacy Kordasz ps. „Stalicki” (ur. 3 stycznia 1894), KN 28 grudnia 1933[29][109]
21. pchor. Jan Królikowski
22. kpt. Hieronim Lwy-Kotowicz (ur. 8 października 1892 w majątku Klucz, w guberni witebskiej, w rodzinie Antoniego i Petroneli)
23. ob. Helena Karyszkowska? Irena Münnich z Karyszkowskich ps. „Lena” (ur. 20 września 1897), KN 24 maja 1932[110]
24. ob. Maria Strońska z Korniłowiczów
25. kpt. Jan Kicka
26. ob. Ignacy Kominek

po raz pierwszy
1. ppor. Stanisław Adamski
2. chor. Jan Adamski
3. obywatel Stanisław Beker
4. obywatelka Zofia Bukowska? Zofia Bukowska ur. 5 kwietnia 1883 w Warszawie, odznaczona MN 22 grudnia 1931[111]
5. pchor. Stefan Biela? Stefan Biela (ur. 17 maja 1900 w Krakowie, zm. 1987), por. piech. rez., MN 25 lipca 1933[112]
6. sierż. Stanisław Buss (ur. 24 września 1892 w Żytnie, w rodzinie Józefa), KN 13 kwietnia 1931[30]
7. kpr. Roman Borkowski? st. sierż. Roman Borkowski (ur. 16 stycznia 1902 w Lublinie, w rodzinie Wacława), MN 19 czerwca 1938[113]
8. pchor. Zygmunt Burhardt, POW Małopolska[114]? Zygmunt Burhardt (ur. 2 maja 1898 w Warszawie, w rodzinie Stanisława), KN 15 kwietnia 1932[115]
9. obywatelka dr Wanda Bondy-Kamocka (ur. w 1883 w Wilnie), KN pośmiertnie 16 marca 1933[42]
10. obywatel Edmund Bogusławski, POW Małopolska[116]
11. obywatel Stefan Brzosko, POW Małopolska[95]
12. obywatel Jan Burchardt, POW Małopolska[114]
13. obywatel Stanisław Bojarski
14. ppor. Paweł Balwirczak (ur. 1895), komendant POW w Tarnopolu, KN 7 lipca 1931[36][117]
15. kpt. Juliusz Kaden-Bandrowski
16. por. Kazimierz Berlinerblau[118] ps. „Berlicz” (ur. 1888), MN 16 marca 1937[2], brat Jana
17. st. szer. Piotr Bernatowicz, POW Małopolska[118]
18. rtm. Jan Budzianowski
19. por. Tadeusz Bubnicki (ur. 1895), MN 24 października 1931[119]
20. pchor. Sylwester Bartkiewicz
21. pchor. Józef Bieniasz
22. wachm. Marian Andrzej Bębenek
23. sierż. Jan Barasiuk
24. obywatelka Wanda Brykczyńska
25. obywatelka Karolina Firlej-Bielańska z Wągrowskich (1872–1944), KN 7 lipca 1931[120][121]
26. por. Wacław Borzuchowski (ur. 1857), KN 16 marca 1937[122]
27. ppor. Stanisław Karol Czapski (ur. 1901), VM, KNzM 12 marca 1931[13]
28. pchor. Teodor Czajkowski (ur. 1890), KN 10 grudnia 1931[123]
29. plut. Wacław Müller-Cieślikowski (ur. 1893), KN 16 września 1931[56][124][125]
30. ppor. Kazimierz Czyżowski
31. plut. Tadeusz Cygański, POW Małopolska[118]? osadnik wojskowy w osadzie Jankowce (Witosowo), gmina Białozórka? MN 16 marca 1937[2]
32. obywatel Szymon Chruszczow
33. obywatel Jan Chodzicki? sierż. rez. Jan Chodzicki s. Karola (ur. 15 sierpnia 1880 w Czortkowie), KN 17 marca 1932[126]
34. por. Stanisław Aleksander Delinger s. Aleksandra (ur. 8 listopada 1890 w Woli Nowskiej), MN 10 grudnia 1931[127]Jadwiga Czaki z Dobrowolskich

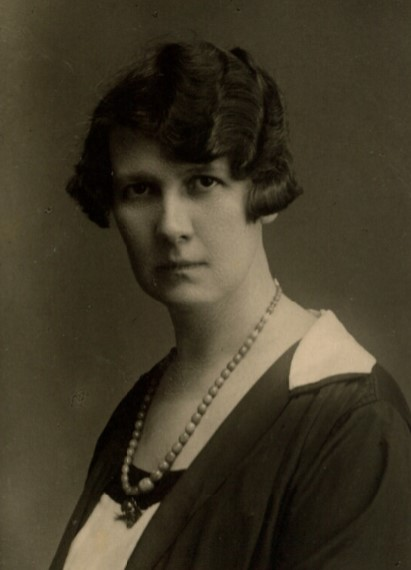
Jadwiga Czaki z Dobrowolskich

35. obywatelka Tekla Dolińska? Tekla Dulińska ur. 1886, KN 13 kwietnia 1931[30][128]
36. pchor. Witold Dobrzyniewski
37. obywatel Jan Dudek
38. obywatel Zygmunt Dębowski? KN pośmiertnie 3 maja 1932[32] (zobacz wyżej st. szer. Zygmunt Dębowski)
39. sierż. Kazimierz Dawidowicz? podkomisarz Policji Państwowej Kazimierz Dawidowicz, KN 16 marca 1937[2]
40. mjr Adam Dobrodzicki
41. mjr Władysław Dziadosz
42. kpt. Stanisław Długocki-Butrym, VM, KN 17 września 1932[129]
43. obywatelka Jadwiga Czaki z Dobrowolskich (1887–1944), KN 17 marca 1932[130], żona Tytusa Czaki
44. obywatel Jerzy Dreszer? Jerzy Dreszer (1900–1969), porucznik artylerii rezerwy, inżynier, KN 10 grudnia 1931[131]
45. ppor. Władysław Danhofer? Eugeniusz Władysław Danhofer (ur. 5 maja 1893 w Bojanowie, w rodzinie Jana), major lekarz
46. obywatel Aleksander Dąbrowski, POW Małopolska[46]
47. sierż. Stanisław Duszyński? Stanisław Duszyński (ur. 24 kwietnia 1897 w Koninie, w rodzinie Wawrzyńca), st. sierż. rez., KN 16 września 1931[56][132]
48. obywatel Ryszard Dramiński, POW Małopolska[133]
49. kpt. Gustaw Dobrucki
50. ppor. Józef Dyńko (ur. 24 marca 1896 w Kołomyi, w rodzinie Pawła, brat Tadeusza?), kapitan taborów, MN 25 lipca 1933[134]
51. szer. Marian Dąbrowski
52. obywatel Alfons Erdman
53. mjr Leopold Endel-Ragis
54. kpt. January Ehrlich (ur. 12 stycznia 1891 w Rohatynie, w rodzinie Ernesta), mjr dypl. piech., ZKZ, MN 9 listopada 1933[135]
55. por. Aleksander Emmerling[136]
56. por. Edward Field
57. por. Jan Fazanowicz
58. szer. Władysław Fijałkowski
59. obywatela Helena Freireichówna[137]
60. obywatel Roman Felsztyn vel Roman Feldstein
61. por. Zygmunt Fornalski (1894–1940 Charków) KN 16 września 1931[56]
62. obywatel Antoni Fisch
63. ppor. Stanisław Gliński
64. obywatelka Maria Bednarska z Gruchalskich ps. „Maryla” (ur. 1892), Oddział Żeński POW w Urzędowie, KN pośmiertnia 19 czerwca 1938[100][138]
65. obywatel Mieczysław Gawęcki? Mieczysław Gawęcki (ur. 1885), nauczyciel, inspektor szkolny Obwodu Wileńskiego w Wilnie, KN 5 sierpnia 1937[139][140]
66. obywatel Mieczysław Gniewiński ps. „Kirgiz” (ur. 7 stycznia 1897 w Kielcach), starszy przodownik Straży Celnej i Straży Granicznej, KN 24 października 1931[97][141] Kazimiera Grunertówna
67. obywatelka Kazimiera Grunertówna

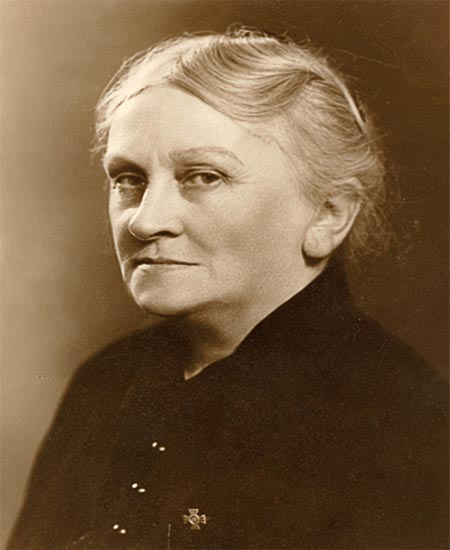
Kazimiera Grunertówna

68. por. Jerzy Gliński ps. „Eustachy” (1896–1940), VM, KN 15 kwietnia 1932[51]
69. kpt. Jan Gesing ps. „Błysk” (1891–1936), MN 9 października 1933[88]
70. kpt. Eugeniusz Greszel ps. „Mścisław” (1894–1957), KN 6 czerwca 1931[3]
71. obywatel Stanisław Grudziński, POW Małopolska[142]
72. obywatelka Helena Gałkówna? Paulina Gałkówna, MN 17 września 1932[24]
73. kpt. Henryk Gelb (?)
74. obywatel Piotr Górecki? Piotr Paweł Górecki (1887–1968)[143], KN 20 stycznia 1931[144]
75. szer. Władysław Grzeszczuk, POW Małopolska[142]
76. por. Jan Gawlikowski ps. „Obertyn” (ur. 4 lutego 1899 w Częstochowie, w rodzinie Jana[145], zm. 10 czerwca 1941[146]), KN 12 marca 1931[13]
77. kpr. Władysław Gruszczyński, POW Małopolska[142]? Władysław Gruszczyński, leśniczy, MN 27 czerwca 1938[22][147]
78. por. Kazimierz Gottwald
79. pchor. Seweryn Gjurkowich? Seweryn Gyurkovich (1896–1961), podporucznik taborów Wojska Polskiego[148]
80. ob. Maria Gronziewiczowa? Maryla Gronziewiczowa (ur. 26 sierpnia 1886 w Przemyslu), MN 9 stycznia 1932[149][150]
81. ob. Zofia Herfurtowa ze Szturm de Sztremów (1891–1965), VM, KNzM 12 marca 1931[13]
82. ob. Władysław Hempel
83. ppor. Jan Helcman[151]
84. ob. Wacław Hiżycki ps. „Kędzior” ur. 9 września 1895 w Suchowoli, handlowiec, MN 24 października 1931[97][152]
85. ob. Zofia Hołubianka – Zofia Hołub-Pacewiczowa ps. „Żuk”
86. ppor. Marian Władysław Hamerski (1900–1940 Charków), major łączności, MN 9 listopada 1933[135]
87. plut. Jan Władysław Hrabowski? Władysław Michał Hrabowski (1900–1944), major pilot, MN 2 sierpnia 1931[50]
88. szer. Zygmunt Hofmokl? Zygmunt Hofmokl (ur. 1901), inżynier leśnictwa, MN 24 października 1931[97][153]
89. ob. inżynier Wacław Januszewski
90. plut. Czesław Janaczek? Stefan Janaczek ps. „Horski” (ur. 20 listopada 1899 w Ostrowcu), handlowiec, MN 9 listopada 1932[43][154]
91. pchor. Antoni Jan Janiszewski ps. „Niedźwiedź” (ur. 17 czerwca 1893), MN 16 marca 1937[2][155][156]
92. ob. Maria Jackowska, POW Małopolska[157]
93. ob. Bolesław Jaroszewski? Bolesław Włodzimierz Jaroszewski ps. „Łukasiński” (ur. 18 lipca 1875), rolnik, MN 3 czerwca 1933[158][159]
94. ob. Tytus Jemielewski
95. ob. Stanisław Jachowski, POW Małopolska[157]
96. ob. Stanisława Jachowska, POW Małopolska[157]
97. ppor. Henryk Jurczyński ps. „Kmicic”
98. kpt. Feliks Jędrychowski
99. ob. Wanda Jabłońska, MN 10 grudnia 1931[160]
100. ppor. Stanisław II Jastrzębski, VM, KN
101. sierż. Stanisław Jastrzębski
102. gen. bryg. Jakub Krzemieński
103. ppor. Janusz Królikiewicz
104. ob. Maria Bronisława Gluth-Nowowiejska z Kaszów ps. „Mirska” (1896–1986), żona Alojzego, MN 12 marca 1931[161]
105. por. Henryk Krukowski
106. st. sierż. Walerian Kunat
107. pchor. Andrzej Kula
108. sierż. Roman Kubalak
109. ob. Jan Kopczyński
110. st. sierż. Mieczysław Kopczyński
111. ob. Ignacy Kulik
112. ob. Józef Klis
113. ob. Jerzy Kłoczewski
114. ob. Jan Krysiński
115. ob. Stanisław Kulesza
116. ob. Jan Koguciński
117. kpr. Ignacy Kozyra
118. pchor. Stanisław Koziełł
119. ob. Irena Kubacka
120. ob. Zofia Kuczkowska, MN 9 października 1933[88]
121. ob. Eugenia Kurnatowska, MN 21 kwietnia 1937[47]
122. ob. Stanisław Krogulski
123. kpt. Franciszek Kolbusz
124. ppor. Alfons Klotz
125. ppor. Henryk Kwieciński, POW Małopolska[162]
126. kpt. aud. rez. dr Stanisław Kawczak ps. „Pogrom” (1892–1940), brat Rudolfa, adwokat, MN
127. ob. Józefa Kehlerówna? Józefa Köhler-Łatkiewicz, MN 17 września 1932[24]
128. kpt. Zygmunt Kudelski, POW Małopolska[163]
129. Jadwiga Mozołowska z Köhlerów (ur. 27 czerwca 1894 we Lwowie), nauczycielka, KN 4 listopada 1933[164]
130. Łucja Konopczyńska
131. pchor. Tadeusz Katelbach
132. por. piech. rez. Bolesław Janusz Kachel (ur. 8 kwietnia 1897), prawnik, MN 15 czerwca 1932[92][165]
133. sierż. Wacław Kolański, POW Małopolska[166]
134. sierż. Bartłomiej Kozłowski, POW Małopolska[98]
135. ob. Leon Kowalski, POW Małopolska[98]
136. ppor. Konrad Krajewski
137. por. Stanisław Kramar
138. ob. Andrzej Kozłowski
139. por. Władysław Kadów[q], KN 24 października 1931[97][167]
140. por. Kazimierz Kopyto? Kopyta
141. ob. Leopold Kupiński
142. szer. Bolesław Klob (Klobow?)
143. szer. Bolesław Kappy, MN 8 listopada 1937[168]
144. szer. Marian Korczowski, MN 24 października 1931[97]
145. ob. Seweryn Kazimierowski
146. ob. Maria Klisowska? Jadwiga Klisowska (ur. 18 grudnia 1879), MN 24 października 1931[97][169]
147. ob. Roman Kubec, MN 15 czerwca 1932[92]
148. ob. Jakub Kostecki (ur. 28 lipca 1887 w Czortkowie), inżynier[170]
149. wachm. Stanisław Lecewicz, POW Małopolska[162]? Stanisław Lecewicz ps. „Lenczyc” (1892–1944), żołnierz 1 Pułku Ułanów Legionów Polskich[171], burmistrz Łęcznej i Hrubieszowa, więzień KL Auschwitz, KN 9 października 1933[88][172]
150. ob. Władysława Lelkowa ps. „Włada”, „Brzózka” (ur. 1896), nauczycielka, MN 27 czerwca 1938[22][173]? Władysław Lelkowa z Kotkowskich, MN 2 maja 1933[67]
151. por. Feliks Lewandowski (ur. 1893), MN 13 kwietnia 1931[30]
152. ob. Tadeusz Lipski
153. kpr. Józef Lepieszkiewicz
154. ob. Helena Lechman
155. kpt. Jan Lepiasz, POW Małopolska[174]
156. ob. Jerzy Litwinowski, POW Małopolska[99]
157. sierż. Antoni Lizak, POW Małopolska[99]
158. st. ułan Robert Ludyn, MN 17 marca 1938[175]
159. ppor. Mirosław Lissowski ps. „Mirski” (ur. 13 lutego 1895), MN 27 czerwca 1938[22][176]
160. plut. Stefan Łączkowski, POW Małopolska[99]
161. ppor. Sylwester May (ur. 29 listopada 1891), KN 16 marca 1937[2]
162. sierż. Antoni Mazurkiewicz
163. por. Stefan Modliński (ur. 8 grudnia 1896), KN 13 kwietnia 1931[30]
164. ppor. Stanisław Machnicki, POW Małopolska[177]
165. Alfred Andrzej Matz-Marski[r] kpt. adiutant sztabowy[179], MN 25 lutego 1932[10]
166. sierż. Kazimierz Ratajczak[180][181] ? Kazimierz Ratajczak ps. „Domosław” ur. 4 marca 1898[182], MN 16 marca 1933[42]
167. Czesław Sidorowicz[183] (1877–1938) ppłk, KN (15 kwietnia 1932[51])